# Hilarion l'Ibère
Hilarion l'Ibère (en géorgien : ილარიონ ქართველი) (entre 822-875) est un moine d'origine ibère (c'est-à-dire géorgienne).